# Lokala Nyheter Uppsala
Lokala Nyheter Uppsala (tidigare SVT Uppland och SVT Nyheter Uppsala) är ett regionalt nyhetsprogram på Sveriges television med bevakning av Uppsala och Uppsala län. I samband med en större omläggning av de regionala nyhetssändningarna fick Uppsala våren 2015 en ny redaktion belägen på Svartbäcksgatan 5 i centrala Uppsala. Den nya redaktionen gjorde sin premiärsändning 12 april 2015. Tidigare var lokalnyheterna från Uppsala en del av ABC.

## Redaktionschefer
- Fia Linderström, 2015–2017[3].
- Daniel Legue, 2018[4]–.